# Discovery Science (Francia)
Discovery Science è un'emittente televisiva francese edita da Discovery France

## Storia
Il canale iniziò ufficialmente le trasmissioni il 18 settembre 2012 sulla piattaforma di Canal+, sostituendo Discovery HD Showcase mentre nella stagione 2015-2016, l'emittente televisiva raggiunse una quota di mercato dello 0,5% su cavo e satellite. Discovery Science cessò le proprie trasmissioni su Canal+ il 17 gennaio 2017, dopoché il gruppo SFR aveva annunciato la distribuzione esclusiva dei canali Discovery il 7 dicembre 2016.

## Palinsesto
Discovery Science ha una programmazione costituita da programmi factual che trattano: avventure, fantasmi, scienza e storie per un pubblico generalista:
Programmi televisivi
- Apollo 11: le grand complot
- Bigfoot
- Body Bizarre
- Cooper’s treasure: un trésor vu de l’espace
- Coronavirus : ennemi public numéro 1
- Dans les coulisses des aéroports
- Dr Pimple Popper (Dr Pimple Popper la dottoressa schiaccia brufoli)
- En territoire inconnu
- Ghost Adventures special Halloween
- Ghost Brothers
- Ingénieurs de l’extrême
- Jeremy Wade, mystères des profondeurs (River monsters: misteri dagli abissi)
- Journée internationale de la science
- Journées mondiales des asteroides
- La malédiction de Morgan City (Morgan City: la città fantasma)
- La malédiction de Shepherdstown (La città fantasma)
- La grande éclipse de 2017
- Le secret de la momie (Mummie svelate)
- Le soulèvement des machines
- Le tour du monde de l’incroyable
- Les archives secretes d’Apollo (Apollo 11: archivi segreti)
- Les défis de la construction
- Les défis impossibles d’Adam Savage (La scienza secondo Adam Savage)
- Les dossiers de la NASA (NASA X-Files)
- Les derniers secrets d’Houdini (Houdini: gli ultimi segreti)
- Les monstres en moi
- L’étrange Noël du Dr Pimple Popper (Dr. Pimple Popper - Esplosioni da urlo)
- L’histoire en 3D
- Mystères au musée
- Mythbusters
- Mythbusters Jr. (Mythbusters Junior)
- Nick Groff : en terrain hanté (Case infestate: fuori in 72 ore)
- Nikola Tesla: le mystère du rayon de la mort (Tesla e il raggio della morte)
- Opération Explosion (Il grande boom!)
- Phénomènes vus de l’espace
- Secrets enfouis
- Silicon Valley
- Soirées spéciales : Ils sont parmis nous
- Space X, la nouvelle conquête spatiale (Space X: Ritorno nello spazio)
- Street Science
- Une semaine dans l’espace
- Virus : la menace invisible
- Voyage dans l'espace temps
- X-ray mega airport

## Loghi

18 settembre 2012 - 12 ottobre 2017
In uso dal 12 ottobre 2017